# Талиев, Дмитрий Николаевич
Дми́трий Никола́евич Тали́ев (1908 — 1952) — советский ихтиолог. Директор Байкальской лимнологической станции.

## Биография
Дмитрий Николаевич Талиев родился 28 мая 1908 года в Лысьвенском заводе  Пермской губернии. Его мать была учительницей начальной школы, отец работал инженером-электриком. Ещё учась в школе, Дмитрий Талиев проявил интерес к зоологии — он принимал участие в организации кружка Юных натуралистов, одновременно работая препаратором в Свердловском областном музее.
В 1925 году Дмитрий Талиев окончил среднюю школу II ступени, после чего был зачислен в Ленинградский ветеринарный институт. В следующем, 1926 году Талиев перевёлся в Ленинградский университет на биологическое отделение, где под руководством профессора К. М. Дерюгина тут же занялся научной работой, проявив при этом широкий круг интересов. 
В 1930 году Д. Н. Талиев окончил Ленинградский университет и начал работать в должности старшего ассистента Тихоокеанского института рыбного хозяйства. Летом этого же года принимал участие в гидробиологической экспедиции на Охотское море с целью проведения рыбохозяйственных исследований. В следующем, 1931 году он был назначен заместителем начальника этой экспедиции, которая производила исследования в низовьях Амура.
С 1932 года до конца жизни Д. Н. Талиев работал на Байкальской лимнологической станции (БЛС) Академии наук СССР в посёлке Листвянка (в 1961 году преобразована в Лимнологический институт СО АН СССР). Всего три года, в 1939—1941, он работал в Зоологическом институте АН СССР в Ленинграде. После начала Великой Отечественной войны Д. Н. Талиев вернулся на БЛС, где занимал должность старшего научного сотрудника, неоднократно исполняя обязанности заместителя директора. С 1944 по 1947 был директором БЛС.
Д. Н. Талиевым сделан обширный и ценный вклад в науку, оказавший влияние на дальнейшее развитие ихтиологических исследований на Байкале и внедрение современных биохимических методов анализа родственных связей животных. Автор 55 научных работ, опубликованных главным образом в «Трудах Байкальской лимнологической станции». Перед самой смертью он закончил свой обширный монографический труд по байкальским бычкам, который планировался как основа для защиты докторской диссертации. Книга вышла в свет в 1955 году, уже после кончины автора.
Дмитрий Николаевич Талиев неожиданно скоропостижно скончался 2 июля 1952 года, всего на 45-м году жизни.